# Luis Pedro Figueroa
Luis Pedro Figueroa Sepúlveda (Concepción, Región del Biobío, Chile, 14 de mayo de 1983) es un exfutbolista chileno, jugaba en la posición de volante por derecha y su último equipo fue el club Coquimbo Unido.

## Trayectoria

### Universidad de Concepción (2000-2005)
Debutó en el año 2000 por la Universidad de Concepción, con 16 años. Luego de clasificar a la Copa Libertadores 2004,

### Universidad de Chile (2005-2006)
Se fue a Universidad de Chile, donde le marcó 2 goles al  Universidad Católica, y 2 goles le marcó a Colo-Colo, en una misma cantidad de partidos jugados.

### Arsenal de Sarandí y Banfield (2007)
El 2007 ficha en Arsenal de Sarandí, pero solo juega un par de partidos. Por eso es enviado a préstamo el segundo semestre a Banfield, en donde tampoco es titular.

### Cobreloa (2008)
El 2008 ficha en Cobreloa con el cual llega a los Play-Offs del Campeonato de Apertura y quedan eliminados en cuartos de final a manos de Ñublense.

### Colo Colo (2008)
En junio del 2008 ficha por Colo-Colo, donde fue campeón del Torneo de Clausura de ese año, con Marcelo Barticciotto en la banca y al año siguiente, hizo un gol al archirrival Universidad de Chile, el cual lo celebró como demasiada euforia e hizo que se ganara el corazón de los hinchas colocolinos. Al finalizar su contrato con Colo-Colo, por un año y después de no llegar a un acuerdo con dicho club para renovar.

### Palmeiras (2009-2010)
Después de jugar contra Palmeiras dos veces en la fase de grupos de la Copa Libertadores 2009 se trasladó al club brasileño en septiembre de 2009. Su debut en el conjunto brasileño fue en la victoria por 2-1 sobre Cruzeiro el 24 de septiembre de 2009. Y con buenas apariciones con Palmeiras en 2009, Figueroa fue el jugador de primera elección para la posición de lateral derecho en la temporada 2010 Desafortunadamente, Figueroa se desempeñó debajo de lo esperado debido a una lesión en la pierna a finales de febrero de 2010. Durante la recuperación, Palmeiras anunció la llegada de Vítor, quien sería la primera opción cuando regresara Figueroa. Palmeiras anunció que no renovarían el contrato de Figueroa, que expiraba el 31 de julio de 2010, y Figueroa regresó a Chile, esta vez a Unión Española.

### Unión Española (2010)
En julio del 2010 y con la llegada de Luiz Felipe Scolari a la banca de Palmeiras, no se le renueva contrato. Luego firma en Unión Española .

### Partida al fútbol portugués y regreso a Chile (2011-2014)
Tras un breve paso por el Olhanense, el 2012 llega en calidad de préstamo por un año a O'Higgins. A fines del 2012 el club celeste le compra la totalidad de su pase.
En 2013, ganó el Apertura 2013-14 con O'Higgins. En el torneo, jugó en 15 de los 18 partidos y anotó dos goles en la victoria 2-1 contra la Universidad Católica.
En 2014, ganó la Supercopa de Chile contra Club Deportes Iquique, y anotó un gol al minuto 38' que llevó el partido a los penales que ganó a O'Higgins.
Participó con el club en la Copa Libertadores 2014 donde enfrentaron a Deportivo Cali, Cerro Porteño y Lanús, quedando tercero y siendo eliminado en la fase de grupos.

### Segunda etapa en Colo Colo (2015-2017)
En diciembre de 2014, Figueroa decide volver a Colo-Colo, para su segundo ciclo en el equipo albo, ahora con Héctor Tapia en la banca, firmando por dos años para pelearle el puesto por la banda derecha a Gonzalo Fierro.
Re-debutó el 4 de enero de 2015 ante San Marcos por la Fecha 1 del Clausura 2015 en la derrota por 1-0, jugó los 90 minutos.
El 14 de marzo Figueroa volvía a jugar un clásico del fútbol chileno jugó hasta el minuto 45 siendo reemplazado por Juan Delgado, los albos vencerían por 2-1 a la U en el Estadio Nacional.
El 7 de abril por la Fecha 4 del grupo 1 de la Copa Libertadores 2015 Figueroa fue titular en la victoria por 3-1 ante Atlas de Guadalajara salió al 57' por Camilo Rodríguez, el 15 de abril los albos cayeron 3-0 ante Independiente Santa Fe por la Fecha 5 y complicaron su clasificación, el volante por derecha fue titular salió al minuto 65 por Delgado.
En el Clausura 2015 los albos terminaron segundos y Lupe jugó 10 partidos y por la Copa Libertadores 2015 jugó 2 encuentros.

#### Temporada 2015/16
Tras la salida de Tapia, Figueroa perdería terreno en el equipo titular con la llegada de José Luis Sierra y también con la llegada de futbolistas como Martín Rodríguez y Christofer Gonzales de cara a la Temporada 2015-2016 del fútbol chileno.
El 31 de octubre se jugaba el clásico del fútbol chileno, Colo Colo venció 2-0 a la Universidad de Chile en el Estadio Monumental con goles de Paredes y Beausejour, ingreso al minuto 70' por Martín Rodríguez.
El 2 de diciembre se jugaba la final de la Copa Chile 2015 y el formado en la Universidad de Concepción sería protagonista en la final, ingreso al minuto 58 y cuando la Copa se iba a las vitrinas azules, al minuto 90+1' de partido anotó el empate 1-1 y forzó la definición a penales, donde la U sería más y ganaría por 5-3, Johnny Herrera anotó el quinto penal, Figueroa no pateó penales. En el ese torneo jugó 6 partidos y anotó 1 gol.
En el Apertura 2015 los albos serían campeones, aunque no con bombos y platillos tras la batalla campal en el duelo ante Wanderers que obligaría a la reprogramación del encuentro y en dicho torneo solo jugó 5 partidos.
El 30 de enero de 2016 Figueroa ingreso en el entretiempo y marcó el gol del triunfo al minuto 88, en el triunfo por 1-0 sobre Cobresal por el Clausura 2016 y ubicándose como líderes momentáneos del torneo.
El 18 de febrero Colo Colo debutaba en la Copa Libertadores 2016 en Sangolqui, Ecuador ante Independiente del Valle, el jugador de 32 años ingreso al minuto 66 por Rodríguez.
En el Clausura 2016 sus números no serían muy buenos, los albos terminaron segundos tras un campaña irregular donde fueron de más a menos y el solo jugó 4 partidos y anotó 1 gol jugando tan solo 112 minutos y por la Copa Libertadores 2016 jugó 2 partidos.

#### Temporada 2016/17
Con la llegada de Pablo Guede, más el bajon de Gonzalo Fierro y la lesión de Felipe Campos, el ex Palmeiras se adueñaria de la banda derecha.
El 27 de septiembre de 2016 Figueroa volvería a anotar después de 8 meses, y un gol importante, ya que anotó el primer gol de la remontada de Colo Colo por 3-1 ante Huachipato, tras mala salida de Lampe, Octavio Rivero dejó solo al jugador y anotó el 1-0 ante Huachipato por la Copa Chile 2016 (global 4-3).
El 2 de octubre se jugaba el clásico del fútbol chileno y Colo Colo despejaria las dudas de los primeros partidos y vencería con contundencia a la Universidad de Chile por 2-0 con goles de Martín Rodríguez (Figura del partido) y Julio Barroso, Luis Pedro sería titular jugando un buen partido como el resto de sus compañeros y salió al minuto 81' por Gonzalo Fierro.
El 14 de diciembre se jugaba la final de la Copa Chile donde Colo Colo goleó 4-0 a Everton, el jugador de 33 años ingresó en el 74' por una de las figuras del partido, Martín Rodríguez, en diciembre del mismo año renueva por un año más con Colo Colo por lo que continuará ligado al club por todo el 2017.
En el Apertura 2016 Figueroa jugó 5 encuentros y por la Copa Chile 2016 7 partidos y 1 gol.
En el segundo semestre de la Temporada 2016-2017 del fútbol chileno Figueroa se adueñaria aún más de la banda derecha.
El 1 de febrero de 2017 empezaba la travesía de los albos en la Conmebol Libertadores 2017 contra Botafogo en el Estadio Olímpico Nilton Santos de Brasil por la Fase 2, a pesar del buen partido del conjunto chileno cayeron por 2-1 con goles de Airton y autogol de Esteban Pavez, Esteban Paredes descontó para la visita, Figueroa tendría un regular partido en su posición como volante por derecha, la vuelta el 8 de febrero en el Estadio Monumental, chilenos y brasileños empataron 1-1 lo que marcó una nueva eliminación del cacique en el máximo torneo continental, un autogol de Emerson Silva adelanto a los locales al minuto 3', después Rodrigo Pimpão aprovechó un error entre Justo Villar y Claudio Baeza al minuto 80' para anotar el 1-1 final, en el partido de vuelta jugó de titular solo los primeros 45 minutos, en el entretiempo saldría por Gonzalo Fierro
El 6 de marzo por la quinta fecha del Clausura 2016, Colo Colo recibía a la Católica, sólida victoria de los albos por 2-0 con Figueroa como protagonista ya que al minuto 47' de partido corrió por la banda derecha metió un centro que le llegó a la cabeza de Andrés Vilches para que marcase el 2-0 final, el 8 de abril se disputó la versión 181 del superclásico del fútbol chileno entre Colo Colo y Universidad de Chile, empatando a dos goles en el Estadio Nacional de Chile por el marco de la Fecha 9 del Clausura 2017, Sebastián Ubilla y Felipe Mora marcaron para los azules mientras que Octavio Rivero anotó los dos goles albos, un superclásico que estuvo marcado por los errores de ambos equipos de los dos equipos, en el superclásico Figueroa tendría un bajo partido terminó saliendo al 69' por Iván Morales.
El 20 de mayo, en la última fecha del Clausura 2017, los candidatos al título Colo-Colo y Universidad de Chile jugaban en simultáneo ante Cobresal y San Luis de Quillota respectivamente, en el caso de los albos debían ganar y esperar a que la "U" no venza a San Luis para poder coronarse campeón después de farrearse la opción al título tras empatar 1-1 ante Antofagasta en el Monumental, finalmente el Cacique vencería por 3-1 al descendido Cobresal en el Estadio La Portada de La Serena con goles de Rivero y Paredes (2), mientras que la U doblegaría por 1-0 a San Luis en el Nacional con solitario gol de Felipe Mora, por ende los azules serían los campeón del Torneo de Clausura 2017 con 30 puntos, una más que Colo-Colo.
Jugó 11 partidos por el Torneo de Clausura 2017 todos como volante por derecha en el sistema de Pablo Guede, además jugó los dos partidos de Colo Colo en la Copa Libertadores 2017.

#### Temporada 2017
En la Temporada 2017 poco a poco iría perdiendo su puesto de titular en el equipo tras la eclosión de Felipe Campos y la llegada de Óscar "Torta" Opazo inclusive no siendo citado en algunos partidos.
Debutó en la temporada el 23 de julio de 2017 por la Supercopa de Chile 2017 ante Universidad Católica en el Estadio Nacional de Chile, con un Pablo Guede jugándose el puesto y en uno de sus últimos partidos buenos con la camiseta del cacique los albos golearían por 4-1 a la UC con sus tres máximas figuras (Valdés, Valdivia y Paredes) inspiradas, saldría al minuto 81' por Christofer Gonzales.
El 2 de agosto por la revancha de la Copa Chile 2017 ante Deportes La Serena en el Estadio Monumental los albos darían vuelta el 1-4 en contra y ganarían remontando por 4-0 (5-4 global), en dicho partido el 9 de los albos tendría un bajo partido y saldría en el entretiempo por el juvenil Luis Salas, el 27 de agosto se jugaba otro Superclásico del fútbol chileno entre albos y azules, Colo-Colo despejaría las dudas de las cuatro primeras fechas del Torneo de Transición 2017 y golearía por 4-1 con un Esteban Paredes inspirado (marcó un triplete), en el caso de Figueroa ingresaría al minuto 80' por otras de las figuras del clásico; Jorge Valdivia tras no poder recuperarse en un 100 % de un desgarro.
El 3 de septiembre, Guede y su cuerpo técnico volverían a ser nuevamente cuestionados en el irregular semestre albo tras ser eliminados de la Copa Chile 2017 a manos del modesto Deportes Iberia, el 9 de diciembre Figueroa volvería a ser titular en el equipo aprovechando la acumulación de tarjetas de Opazo que lo dejaba suspendido para la última fecha ante Huachipato después de más de un mes, con los albos peleando el título, Colo-Colo se consagraría campeón por 32° vez en su historia tras golear por 3-0 a los acereros en el sur, Figueroa tendría un bajo partido perdiendo muchos balones en el medio campo por lo que terminaría saliendo en el entretiempo por Benjamín Berríos, cabe mencionar que este fue su 100 partido con la camiseta de Colo Colo.
Tan solo jugó 7 partidos por el Torneo de Transición 2017 (254 min en cancha), sumaría otros 2 partidos en la Copa Chile 2017 y además vio acción en la Supercopa de Chile 2017 ante la Universidad Católica.
Además conquistó el Torneo de Transición 2017 y la Supercopa de Chile 2017 con los albos.
A finales de 2017, Figueroa no renueva con Colo-Colo, por ende queda como agente libre.

### Universidad de Concepción (2018-2019)
Tras no renovar con Colo-Colo, Figueroa decide volver al club que lo vio nacer, después de 12 años, el 23 de diciembre de 2017 firmó un contrato por todo 2018 con el objetivo de jugar la Copa Libertadores (Tal como en 2004), el Torneo Nacional y la Copa Chile con los penquistas.

### Coquimbo Unido (2020-2021)
El 26 de diciembre de 2019, Figueroa fue anunciado como refuerzo de Coquimbo Unido.

### Retiro
El 16 de junio de 2021 tras 22 años de carrera, confirma mediante su cuenta personal en la red social Instagram que deja el fútbol profesional.

## Selección nacional
Debutó en el 2004 y fue nominado para la Copa América del 2004 que se jugó en Perú. También participó en amistosos durante 2006, marcando un gol contra Paraguay en un partido que finalizó 3-2. Sumado a esto, participó en el Preolímpico Sudamericano sub-23 de 2004. En total ha jugado 9 encuentros internacionales y marcado un gol.
12 partidos y un gol
Debut: 19/02/2004 vs México
Último partido: 24/04/2013 vs Brasil

### Participaciones en selecciones menores

#### Participaciones en Sudamericanos Sub-20
| Torneo                           | Sede    | Resultado    | PJ | Goles |
| -------------------------------- | ------- | ------------ | -- | ----- |
| Sudamericano Sub-20 Uruguay 2003 | Uruguay | Primera fase | 4  | 0     |

#### Participaciones en Preolímpicos
| Torneo                           | Sede  | Resultado  | PJ | Goles |
| -------------------------------- | ----- | ---------- | -- | ----- |
| Preolímpico Sub-23 de Chile 2004 | Chile | Fase Final | 7  | 1     |

### Participaciones con la selección adulta

#### Participaciones en Copa América
| Torneo            | Sede | Resultado    |
| ----------------- | ---- | ------------ |
| Copa América 2004 | Perú | Primera fase |

#### Participaciones en Clasificatorias a Copas del Mundo
| Eliminatorias             | País   | Resultado   | Posición | Partidos | Goles |
| ------------------------- | ------ | ----------- | -------- | -------- | ----- |
| Eliminatorias Brasil 2014 | Brasil | Clasificado | 3.º      | 2        | 0     |

## Estadísticas
| Club                         | Div.          | Temporada     | Liga  | Liga  | Copas nacionales | Copas nacionales | Torneos internacionales | Torneos internacionales | Total | Total | Media goleadora |
| Club                         | Div.          | Temporada     | Part. | Goles | Part.            | Goles            | Part.                   | Goles                   | Part. | Goles | Media goleadora |
| ---------------------------- | ------------- | ------------- | ----- | ----- | ---------------- | ---------------- | ----------------------- | ----------------------- | ----- | ----- | --------------- |
| U. de Concepción · Chile     | 1.ª           | 2002-05       | 52    | 13    | —                | —                | —                       | —                       | 52    | 13    | 0.25            |
| U. de Chile · Chile          | 1.ª           | 2005-06       | 40    | 10    | —                | —                | —                       | —                       | 40    | 10    | 0.25            |
| U. de Chile · Chile          | Total club    | Total club    | 40    | 10    | 0                | 0                | 0                       | 0                       | 40    | 10    | 0.25            |
| Arsenal de Sarandí Argentina | 1.ª           | 2007          | 7     | 1     | —                | —                | —                       | —                       | 7     | 1     | 0.14            |
| Arsenal de Sarandí Argentina | Total club    | Total club    | 7     | 1     | 0                | 0                | 0                       | 0                       | 7     | 1     | 0.14            |
| Banfield Argentina           | 1.ª           | 2007          | 3     | 0     | —                | —                | —                       | —                       | 3     | 0     | 0               |
| Banfield Argentina           | Total club    | Total club    | 3     | 0     | 0                | 0                | 0                       | 0                       | 3     | 0     | 0               |
| Cobreloa · Chile             | 1.ª           | 2008          | 20    | 3     | —                | —                | —                       | —                       | 20    | 3     | 0.15            |
| Cobreloa · Chile             | Total club    | Total club    | 20    | 3     | 0                | 0                | 0                       | 0                       | 20    | 3     | 0.15            |
| Colo-Colo · Chile            | 1.ª           | 2008          | 23    | 4     | —                | —                | —                       | —                       | 23    | 4     | 0.17            |
| Colo-Colo · Chile            | 1.ª           | 2009          | 8     | 2     | —                | —                | 5                       | 0                       | 13    | 2     | 0.15            |
| Palmeiras · Brasil           | 1.ª           | 2009          | 13    | 1     | —                | —                | —                       | —                       | 13    | 1     | 0.08            |
| Palmeiras · Brasil           | 1.ª           | 2010          | 8     | 0     | 5                | 0                | —                       | —                       | 13    | 0     | 0               |
| Palmeiras · Brasil           | Total club    | Total club    | 21    | 1     | 5                | 0                | 0                       | 0                       | 26    | 1     | 0.04            |
| Unión Española · Chile       | 1.ª           | 2010          | 8     | 0     | —                | —                | —                       | —                       | 8     | 0     | 0               |
| Unión Española · Chile       | 1.ª           | 2011          | 11    | 0     | —                | —                | 6                       | 0                       | 17    | 0     | 0               |
| Unión Española · Chile       | Total club    | Total club    | 19    | 0     | 0                | 0                | 6                       | 0                       | 25    | 0     | 0               |
| Olhanense Portugal           | 1.ª           | 2011          | 10    | 1     | 4                | 0                | —                       | —                       | 14    | 1     | 0.07            |
| Olhanense Portugal           | Total club    | Total club    | 10    | 1     | 4                | 0                | 0                       | 0                       | 14    | 1     | 0.07            |
| O'Higgins · Chile            | 1.ª           | 2012          | 35    | 4     | 7                | 2                | 2                       | 0                       | 44    | 6     | 0.14            |
| O'Higgins · Chile            | 1.ª           | 2013          | 17    | 2     | —                | —                | —                       | —                       | 17    | 2     | 0.12            |
| O'Higgins · Chile            | 1.ª           | 2013-14       | 26    | 4     | 7                | 1                | 6                       | 1                       | 39    | 6     | 0.15            |
| O'Higgins · Chile            | 1.ª           | 2014          | 7     | 1     | 3                | 0                | —                       | —                       | 10    | 1     | 0.1             |
| O'Higgins · Chile            | Total club    | Total club    | 85    | 11    | 17               | 3                | 8                       | 1                       | 110   | 15    | 0.14            |
| Colo-Colo · Chile            | 1.ª           | 2015-16       | 9     | 1     | 6                | 1                | 2                       | 0                       | 17    | 2     | 0.12            |
| Colo-Colo · Chile            | 1.ª           | 2016-17       | 16    | 0     | 7                | 1                | 2                       | 0                       | 25    | 1     | 0.04            |
| Colo-Colo · Chile            | 1.ª           | 2017          | 7     | 0     | 3                | 0                | —                       | —                       | 10    | 0     | 0.00            |
| Colo-Colo · Chile            | Total club    | Total club    | 73    | 7     | 16               | 2                | 11                      | 0                       | 100   | 9     | 0.09            |
| U. de Concepción · Chile     | 1.ª           | 2018          | 12    | 1     | 1                | 0                | —                       | —                       | 13    | 1     | 0.08            |
| U. de Concepción · Chile     | 1.ª           | 2019          | 8     | 0     | 2                | 0                | 3                       | 0                       | 13    | 0     | 0               |
| U. de Concepción · Chile     | Total club    | Total club    | 72    | 14    | 3                | 0                | 3                       | 0                       | 78    | 14    | 0.18            |
| Coquimbo Unido · Chile       | 1.ª           | 2020          | 17    | 0     | —                | —                | —                       | —                       | 17    | 0     | 0               |
| Coquimbo Unido · Chile       | 2.ª           | 2021          | 3     | 0     | —                | —                | —                       | —                       | 3     | 0     | 0               |
| Coquimbo Unido · Chile       | Total club    | Total club    | 20    | 0     | 0                | 0                | 0                       | 0                       | 20    | 0     | 0               |
| Total carrera                | Total carrera | Total carrera | 370   | 48    | 45               | 5                | 27                      | 1                       | 442   | 54    | 0.12            |
| 1. 2. 3. 4.                  |               |               |       |       |                  |                  |                         |                         |       |       |                 |

## Palmarés

### Campeonatos nacionales
| Título             | Club           | País  | Año    |
| ------------------ | -------------- | ----- | ------ |
| Primera División   | Colo-Colo      | Chile | 2008-C |
| Primera División   | O'Higgins      | Chile | 2013-A |
| Supercopa de Chile | O'Higgins      | Chile | 2014   |
| Primera División   | Colo-Colo      | Chile | 2015-A |
| Copa Chile         | Colo-Colo      | Chile | 2016   |
| Supercopa de Chile | Colo-Colo      | Chile | 2017   |
| Primera División   | Colo-Colo      | Chile | 2017-T |
| Primera B          | Coquimbo Unido | Chile | 2021   |

### Distinciones individuales
| Distinción                                              | Año  |
| ------------------------------------------------------- | ---- |
| Parte del Equipo Ideal de la Revista "El Gráfico" Chile | 2008 |
| Medalla Santa Cruz de Triana                            | 2014 |
| Equipo ideal del SIFUP                                  | 2014 |

## Participaciones internacionales
- Selecciones Nacionales
  - Chile Sub 23 - Preolímpico Chile 2004
- Clubes
  - Universidad De Concepción (Chile) - Copa Libertadores 2004
  - Universidad De Chile (Chile) - Copa Libertadores 2005
  - Colo-Colo (Chile)- Copa Libertadores 2009
  - O'Higgins (Chile)- Copa Sudamericana 2012
  - O'Higgins (Chile)- Copa Libertadores 2014
  - Colo-Colo (Chile)- Copa Libertadores 2015
  - Colo Colo (Chile) - Copa Libertadores 2016
  - Colo Colo (Chile) - Copa Libertadores 2017
  - Universidad De Concepción (Chile) - Copa Libertadores 2018
  - Universidad De Concepción (Chile) - Copa Libertadores 2019
  - Coquimbo Unido (Chile)-Copa Sudamericana 2020